# Министерство сменного премьер-министра Израиля
Министерство сменного премьер-министра Израиля (ивр. משרד ראש הממשלה החלופי‎) — министерство и место работы сменного премьер-министра. Министерство действовало только в 35-м и 36-м правительствах Израиля.

## Создание министерства
В 2020 году, с созданием первого ротационного правительства, правительство приняло решение о создании должности сменного премьер-министра.
Министерство включает в себя генерального директора, бюро и советников, аналогичных Министерству премьер-министра, и предназначено для административного и политического управления правительством.

## Сменные премьер-министры
| # | Изображение | Имя (годы жизни)      | Фракция | Фракция                       | Срок полномочий | Срок полномочий | Правительство   |
| - | ----------- | --------------------- | ------- | ----------------------------- | --------------- | --------------- | --------------- |
| 1 |             | Бени Ганц (1959-)     |         | Кахоль-лаван Хосен ле-Исраэль | 17 мая 2020     | 13 июня 2021    | Тридцать пятое  |
| 2 |             | Яир Лапид (1963-)     |         | Еш Атид                       | 13 июня 2021    | 1 июля 2022     | Тридцать шестое |
| 3 |             | Нафтали Бенет (1972-) |         | Ямина                         | 1 июля 2022     | 8 ноября 2022   | Тридцать шестое |

## Гендиректора министерства сменного премьер-министра
| # | Изображение | Имя         | Начало срока   | Конец срока  |
| - | ----------- | ----------- | -------------- | ------------ |
| 1 |             | Ход Бецер   | 22 ноября 2020 | 27 июня 2021 |
| 2 |             | Наама Шульц | 27 июня 2021   | 10 июля 2022 |